# Steinkiste von Essen-Kupferdreh

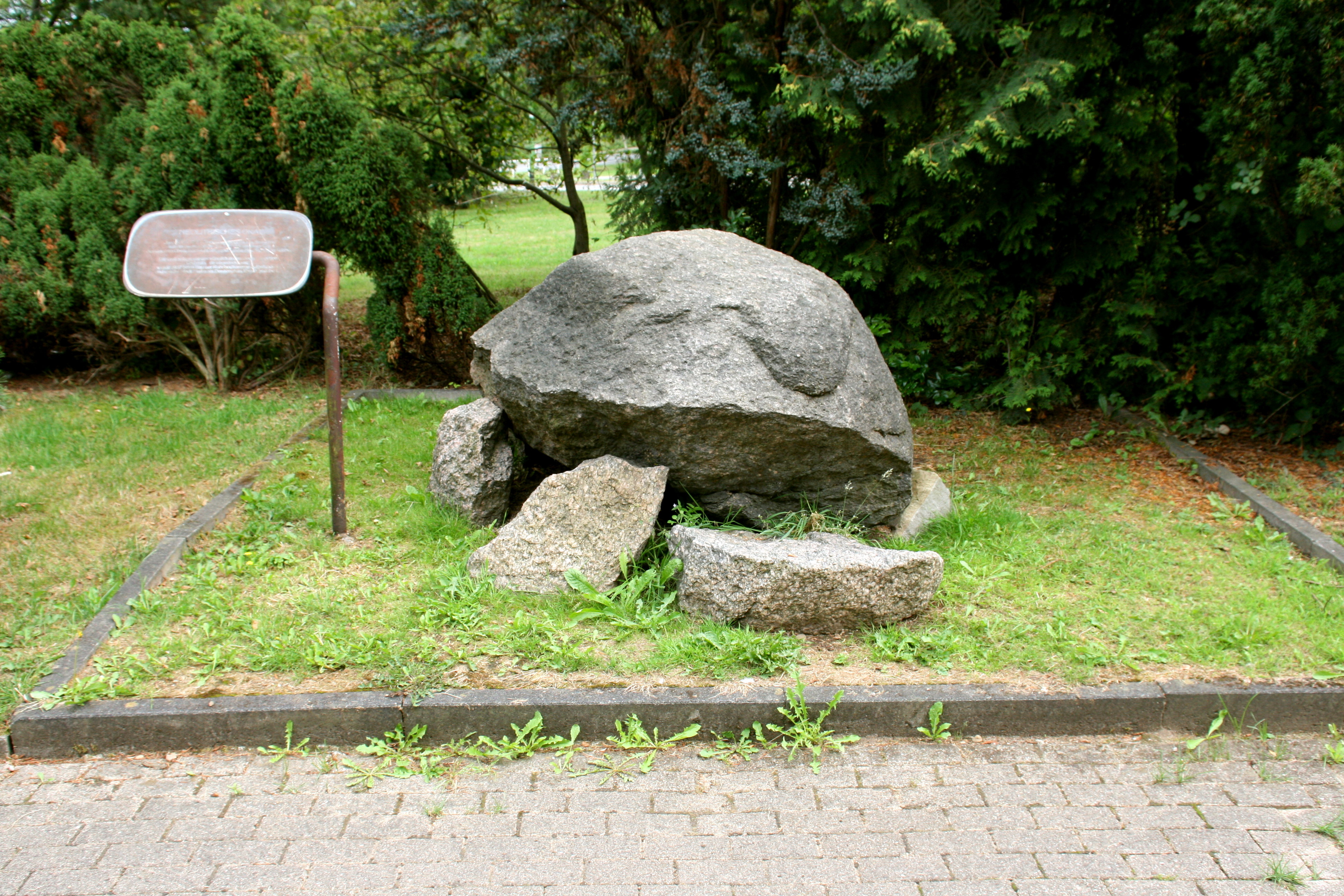
Steinkiste an der Straße Hellersberg

Die Steinkiste von Essen-Kupferdreh ist eine Grabanlage aus der Jungsteinzeit in Essen-Kupferdreh. Sie wurde 1937 bei Bauarbeiten der Hinsbecker Flakkaserne, der späteren  Ruhrlandkaserne, entdeckt, heute Wohngebiet Dilldorfer Höhe. Sie lag „unter Flur“ mit einem etwa 1,9 Meter mal 1,5 Meter großen Findling aus Granit als Deckstein. Die Tragsteine aus Gneisplatten dienten zugleich als Wandauskleidung der Kammer mit den Abmessungen von 1,5 Meter mal 1,2 Meter. Sie war fundleer, nur an der Nordseite fanden sich Reste eines Estrichs aus Lehm vermischt mit etwas Holzkohle. Die geringe Größe der Grabkammer weist auf eine mögliche Hockerbestattung hin. Auch eine Brandbestattung kann nicht ausgeschlossen werden. Ein angeschütteter Hügel wurde nicht beobachtet. 
Ähnliche Anlagen sind aus Mitteleuropa, insbesondere aus der Bretagne, bekannt. Die Steinkiste von Kupferdreh zeigt Parallelen zur Grabstätten der Baalberger und der Salzmünder Kultur, am ehesten jedoch zu der Walternienburger Kultur. Der typologischen Vergleich lässt eine Datierung der Essener Steinsetzung innerhalb der europäischen Trichterbecherkultur um die Mitte des 3. Jahrtausend v. Chr. zu. 
Die Anlage wurde versetzt und im Fundzustand 1983 an der Rodberger Straße wieder aufgestellt, in späterer Zeit jedoch unsachgerecht verändert, so dass sie heute den Eindruck eines Dolmen erweckt.